# Wakamiya (tàu mẹ thủy phi cơ Nhật)
Wakamiya (若宮丸, sau này 若宮艦) là tàu mang thủy phi cơ của Hải quân Đế quốc Nhật Bản và là tàu sân bay đầu tiên của Nhật Bản.Nó được cải biến từ một tàu vận tải thành tàu mẹ thủy phi cơ và được đưa vào hoạt động vào tháng 8 năm 1914. Wakamiya được trang bị bốn thủy phi cơ Maurice Farman do Pháp chế tạo (trang bị động cơ Renault 70 hp (52 kW)). Vào tháng 9 năm 1914, Wakamiya đã tiến hành các cuộc không kích do hải quân phóng đầu tiên trên thế giới.

## Sự nghiệp ban đầu

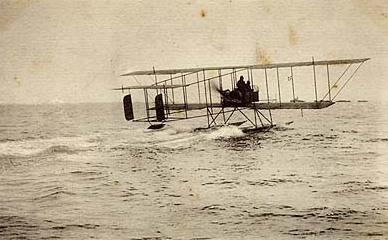
Thủy phi cơ Maurice Farman của Nhật Bản, 1914.

Wakamiya ban đầu là tàu vận tải Lethington của Nga, được đóng bởi xưởng Duncan tại Port Glasgow, Vương quốc Anh, được đặt lườn vào năm 1900 và hạ thủy ngày 21 tháng 9 năm 1900. Tàu bị giam giữ trong chuyến đi từ Cardiff đến Vladivostok trong Chiến tranh Nga-Nhật gần Okinoshima năm 1905 bởi tàu phóng lôi Nhật TB số 72. Nó được chính phủ Nhật mua lại, đổi tên thành Takasaki-Maru cho đến khi được đặt tên chính thức là Wakamiya-Maru vào ngày 1 tháng 9, và từ năm 1907 được NYK quản lý như một tàu vận tải.
Năm 1913, Wakamiya-maru được chuyển sang Hải quân Đế quốc Nhật Bản và chuyển đổi thành tàu mẹ thủy phi cơ. Công việc cải biến được hoàn thành vào ngày 17 tháng 8 năm 1914. Con tàu nặng 7,720 tấn Anh và mang theo 234 thủy thủ và chỉ huy. Tàu mang hai chiếc máy bay trên boong và hai chiếc dự bị. Chúng có thể được hạ xuống mặt nước bằng một cần cẩu, từ đó chúng sẽ tự cất cánh, và sau đó được lấy ra khỏi nước sau khi nhiệm vụ của chúng được hoàn thành.

## Cuộc vây hãm Thanh Đảo
Từ ngày 5 tháng 9 năm 1914, Wakamiya đã tiến hành các cuộc không kích của hải quân đầu tiên trên thế giới trong những tháng đầu tiên của Chiến tranh thế giới thứ nhất từ vịnh Giao Châu ngoài khơi Thanh Đảo, Trung Quốc. Vào ngày 6 tháng 9 năm 1914, một chiếc máy bay Farman phóng từ Wakamiya đã tấn công tàu tuần dương Áo-Hung Kaiserin Elisabeth và pháo hạm Đức Jaguar ở vịnh Giao Châu nhưng không gây thiệt hại gì hết. Từ tháng 9 đến 6 tháng 11 năm 1914, Các thủy phi cơ của Wakamiya tiếp tục đánh bom các mục tiêu trên bộ do Đức nắm giữ (trung tâm liên lạc và trung tâm chỉ huy) ở bán đảo Thanh Đảo cùng với các tàu còn trong vịnh Giao Châu

Các sĩ quan Anh trong Trận Thanh Đảo nhận xét về hoạt động của Wakamiya: 
Các thủy phi cơ Nhật phóng từ tàu mẹ thực hiện các cuộc trinh sát hàng ngày nếu điều kiện thời tiết cho phép. Chúng mang về thông tin quý giá trong suốt cuộc vây hãm. Tàu mẹ được trang bị cần cẩu để thả và thu về máy bay. Trong suốt thời gian trinh sát, họ bị pháo Đức bắn bằng đạn phân mảnh nhưng không máy bay nào bị bắn trúng. Phi công Nhật thường mang theo bom để thả xuống đội hình địch— Bái cáo bởi Thiếu tá Hải quân G.S.F. Nash và G. Gipps, HMS Triumph, ngày 18 tháng 11 năm 1914.

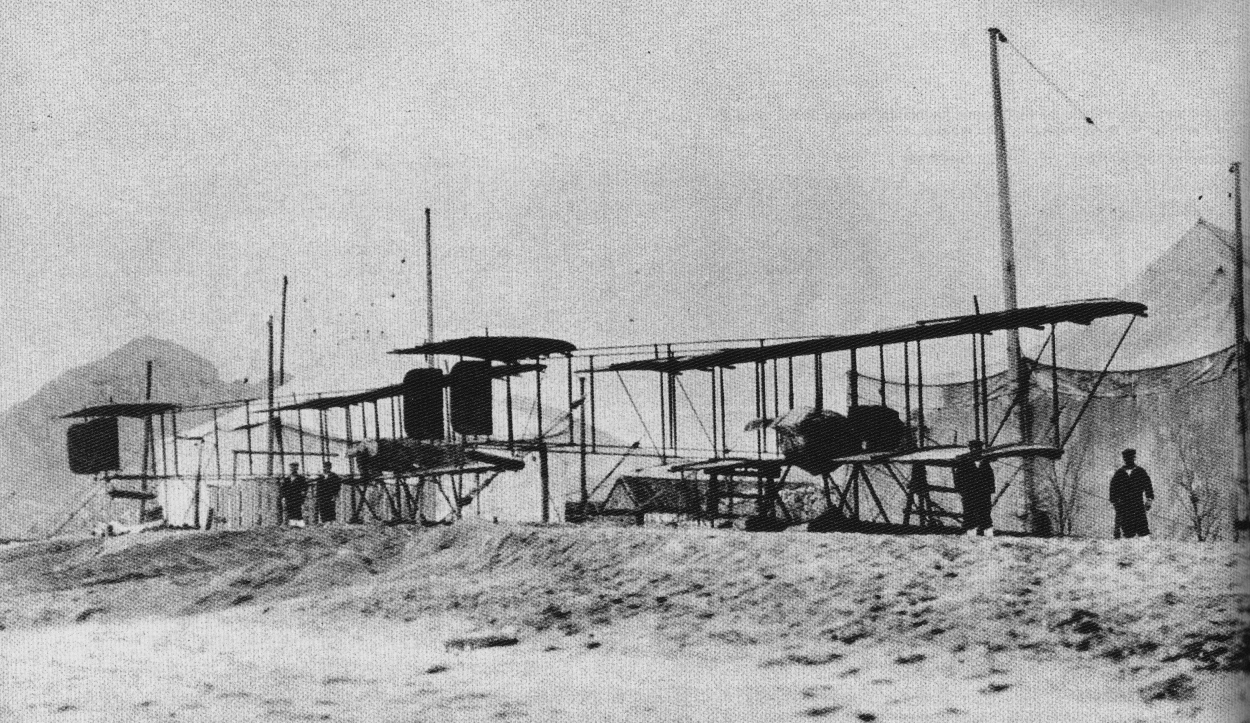
Hai trong số những chiếc máy bay Maurice Farman của Wakamiya đậu trên đất liền ở Thanh Đảo sau ngày 30 tháng 9 năm 1914.

Vào ngày 30 tháng 9, Wakamiya đâm phải một quả mìn của Đức và được đưa đi sửa chữa trong một tuần. Trong lúc này, những chiếc máy bay của tàu được chuyển đến trên đất liền tại Shazikou (沙子口海岸) và ở đó họ tiếp tục các nhiệm vụ trinh sát và tấn công tiếp theo: 

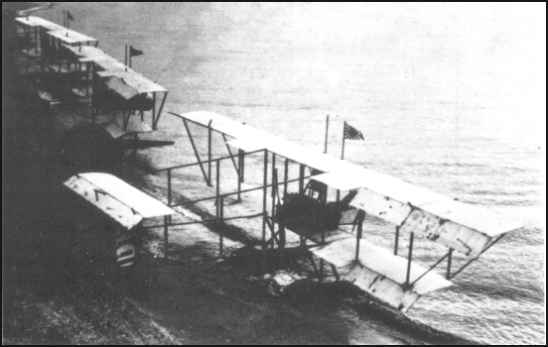
Ba thủy phi cơ Maurice Farman của Hải quân Nhật

Phi đội thủy phi cơ và ba thủy phi cơ Henry Farman 100 mã lực đã phải hạ cánh ở cảng Lao Sơn (nằm ở phía tây của Vịnh gần hơn với Thanh Đảo) do tàu mẹ bị hư hỏng và họ đã thực hiện xuất sắc công việc này.— Bái cáo bởi Thiếu tá Hải quân G.S.F. Nash và G. Gipps, HMS Triumph, ngày 18 tháng 11 năm 1914.

 Tổng cộng các thủy phi cơ đã thực hiện 49 cuộc tấn công, thả 190 quả bom vào hàng phòng thủ của Đức cho đến khi quân Đức đầu hàng vào ngày 7 tháng 11. Theo Tùy viên Hải quân Anh tại Tokyo, Đại úy Hải quân Hubert Brand, người đã đóng quân trong ba tháng trên các tàu chiến của Hải quân Đế quốc Nhật Bản trong suốt trận chiến, những quả bom được sử dụng bởi các thủy phi cơ tương đương với đạn 12 pounder.

## Phát triển sau này
Wakamiya đã được sửa đổi thành một sân bay thông thường với bệ phóng ở bong trước vào tháng 4 năm 1920 (khi nó được đổi tên thành Wakamiya-kan 若宮艦). Từ chiếc Wakamiya, Hải quân Nhật đã lần đầu tiên cất cánh thành công máy bay từ một tàu sân bay vào tháng 6 năm 1920. Người ta cho rằng bài học từ chiếc Wakamiya được vận dụng tối đa cho việc đóng và sử dụng tàu sân bay đóng chuyên dụng đầu tiên trên thế giới, tàu sân bay Hōshō của Hải quân Đế quốc Nhật Bản.